# Gila atraria
Gila atraria är en fiskart som först beskrevs av Girard, 1856.  Gila atraria ingår i släktet Gila och familjen karpfiskar. Inga underarter finns listade i Catalogue of Life.